# Алькубьерре, Роке Хоакин де
Роке Хоакин де Алькубьерре (исп. Roque Joaquín de Alcubierre ; 16 августа 1702, Сарагоса — 14 марта 1780, Неаполь) — испанский военный инженер. Руководитель археологических раскопок в  Геркулануме, Помпеях и Стабиях.

## Биография
Учился в Сарагосе и, достигнув совершеннолетия, поступил в армию в качестве добровольца группы военных инженеров, заняв эту должность благодаря поддержке графа Буреты. Судьба привела Алькубьерре в ряд городов, среди которых Жирона, где помогал строить военные укрепления, Барселона и Мадрид. В 1738 году предпринял путешествовал по Италии. К 1750 году дослужился до звания подполковника.

### Археология
В 1738 году в ходе поисков места для строительства дворца Портичи по заказу короля Неаполя Карлоса де Бурбона обнаружил остатки римского города Геркуланум. Попросил дать короля согласие на продолжение масштабных раскопок, которое было предоставлено в том же году, хотя и со скудными рабочей силой и материальными средствами. С большими трудностями нашел театр Геркуланума, а затем и росписи. С этого момента результаты раскопок следовали непрерывно.
В 1748 году начал исследование Помпей, отличительной особенностью которых стало обнаружение римской жизни такой, какой она была на момент гибели, с её жителями, похороненными заживо извержением вулкана Везувия. Это вызвало радикальные изменения в концепции археологических раскопок, которые проводились прежде, когда копатели были заинтересованы только в получении художественных произведений для пополнения частных и государственных коллекций предметами роскоши. Позже Алькубьерре также раскопал деревни Асинио и Поллио (Сорренто), а также другие остатки на Капри, Поццуоли и Кумы.
С 1750 года начались ссоры и разногласия Алькубьерре с его подчинёнными (особенно с Карлом Якобом Вебером), вплоть до того, что он был отстранён от своих обязанностей руководителя раскопок, вызвав гнев таких личностей, как И.-И. Винкельман, который способствовал забвению его находок и прочих заслуг.